# Discographie de Benny Benassi
La discographie du DJ et compositeur italien Benny Benassi se compose de 6 albums studio, 4 albums compilation, 33 singles, 18 clips vidéo, 2 albums remix, 27 remixes et 5 album de mix.

## Sous Benny Benassi

### Albums

#### Albums studio
| Titre                    | Année | Positions | Positions | Positions |
| Titre                    | Année | BEL (WAL) | FRA       | SUI       |
| ------------------------ | ----- | --------- | --------- | --------- |
| Hypnotica (avec The Biz) | 2003  | 21        | 5         | 32        |
| Rock 'n' Rave            | 2008  | —         | —         | —         |
| Electroman               | 2011  | —         | —         | —         |
| Danceaholic              | 2016  | —         | —         | —         |

#### Compilations
- 2006 : Best of Benny Benassi
- 2007 : The Best of Benny Benassi

### Singles

#### Artiste principal
| Titre                                                                          | Année | Positions | Positions | Positions | Positions | Positions | Positions | Positions | Positions | Positions | Album                           |
| Titre                                                                          | Année | ALL       | AUS       | BEL (FL)  | BEL (WAL) | DAN       | FRA       | P-B       | R-U       | SUI       | Album                           |
| ------------------------------------------------------------------------------ | ----- | --------- | --------- | --------- | --------- | --------- | --------- | --------- | --------- | --------- | ------------------------------- |
| Satisfaction (featuring The Biz)                                               | 2002  | 38        | 10        | 14        | 4         | 17        | 4         | 10        | 2         | 44        | Hypnotica                       |
| Able to Love (vs The Biz)                                                      | 2003  | 51        | 52        | 38        | 24        | —         | 18        | 33        | —         | 91        | Hypnotica                       |
| No Matter What You Do (featuring The Biz)                                      | 2003  | 69        | —         | —         | —         | —         | 44        | —         | 40        | 89        | Hypnotica                       |
| Love Is Gonna Save Us (featuring The Biz)                                      | 2003  | —         | —         | 39        | 19        | —         | 35        | 52        | —         | —         | Hypnotica                       |
| Who's Your Daddy? (featuring Naan)                                             | 2005  | —         | —         | —         | —         | —         | —         | 59        | —         | —         | Cooking for Pump-Kin: Phase One |
| Bring the Noise (vs. Public Enemy)                                             | 2007  | —         | —         | —         | —         | —         | 19        | —         | —         | —         | Rock 'n' Rave                   |
| Come Fly Away (featuring Channing)                                             | 2008  | —         | —         | —         | —         | —         | —         | 54        | —         | —         | Rock 'n' Rave                   |
| I Am Not Drunk                                                                 | 2008  | —         | —         | —         | —         | —         | —         | —         | —         | —         | Rock 'n' Rave                   |
| DJ (vs. David Bowie)                                                           | 2008  | —         | —         | —         | —         | —         | —         | —         | —         | —         | Toolroom Knights                |
| Electro Sixteen (vs. Iggy Pop)                                                 | 2009  | —         | —         | —         | —         | —         | —         | —         | —         | —         | Toolroom Knights                |
| Spaceship (featuring Kelis & Apl.de.ap & Jean-Baptiste)                        | 2010  | —         | —         | —         | —         | —         | 16        | —         | 94        | —         | Electroman                      |
| House Music                                                                    | 2010  | —         | —         | —         | —         | —         | —         | —         | —         | —         | Electroman                      |
| Electroman (featuring T-Pain)                                                  | 2011  | —         | —         | —         | —         | —         | —         | —         | —         | —         | Electroman                      |
| Beautiful People (avec Chris Brown)                                            | 2011  | 30        | 7         | 19        | 19        | 11        | 26        | 25        | 4         | 26        | Electroman / F.A.M.E.           |
| Cinema (featuring Gary Go)                                                     | 2011  | —         | 26        | —         | —         | —         | —         | 49        | 20        | —         | Electroman                      |
| Close to Me (featuring Gary Go)                                                | 2011  | —         | —         | —         | —         | —         | —         | —         | —         | —         | Electroman                      |
| Control (featuring Gary Go)                                                    | 2012  | —         | —         | —         | —         | —         | —         | —         | —         | —         | Electroman                      |
| Move Your Body 2012 (vs. Marshall Jefferson)                                   | 2012  | —         | —         | —         | —         | —         | —         | —         | —         | —         | Cavo Paradiso '12               |
| Perfect Storm (avec Pink Is Punk)                                              | 2012  | —         | —         | —         | —         | —         | —         | —         | —         | —         |                                 |
| Ghost (avec Pink Is Punk featuring Bright Lights)                              | 2013  | —         | —         | —         | —         | —         | —         | —         | —         | —         |                                 |
| Dance the Pain Away (featuring John Legend)                                    | 2013  | —         | —         | —         | —         | —         | —         | —         | —         | —         |                                 |
| Tell Me Twice (avec Rivaz featuring Heather Bright)                            | 2013  | —         | —         | —         | —         | —         | —         | —         | —         | —         |                                 |
| Il Sale Della Terra (vs. Ligabue)                                              | 2013  | —         | —         | —         | —         | —         | —         | —         | —         | —         |                                 |
| Back to the Pump                                                               | 2013  | —         | —         | —         | —         | —         | —         | —         | —         | —         | Danceaholic                     |
| Dope 427 (avec Shinichi Osawa)                                                 | 2014  | —         | —         | —         | —         | —         | —         | —         | —         | —         |                                 |
| Blink Again (avec John Dahlbäck)                                               | 2014  | —         | —         | —         | —         | —         | —         | —         | —         | —         |                                 |
| Shooting Helicopters (featuring Serj Tankian)                                  | 2014  | —         | —         | —         | —         | —         | —         | —         | —         | —         | Danceaholic                     |
| Kaleidoscope (featuring Kerli)                                                 | 2014  | —         | —         | —         | —         | —         | —         | —         | —         | —         |                                 |
| Let This Last Forever (featuring Gary Go)                                      | 2014  | —         | —         | —         | —         | —         | —         | —         | —         | —         |                                 |
| Gangsta (avec Moguai)                                                          | 2014  | —         | —         | —         | —         | —         | —         | —         | —         | —         | Danceaholic                     |
| Aphrodisiak (avec Chris Nasty)                                                 | 2015  | —         | —         | —         | —         | —         | —         | —         | —         | —         |                                 |
| I Wanna Be Disco (avec Chicco Secci featuring Bonnie Calean)                   | 2015  | —         | —         | —         | —         | —         | —         | —         | —         | —         | Danceaholic                     |
| Who I Am (avec Marc Benjamin featuring Christian Burns)                        | 2015  | —         | —         | —         | —         | —         | —         | —         | —         | —         | Danceaholic                     |
| Even If (avec Vassy)                                                           | 2016  | —         | —         | —         | —         | —         | —         | —         | —         | —         | Danceaholic                     |
| Beardo                                                                         | 2016  | —         | —         | —         | —         | —         | —         | —         | —         | —         | Danceaholic                     |
| Paradise (avec Chris Brown)                                                    | 2016  | —         | —         | —         | —         | —         | —         | —         | 40        | —         | Danceaholic                     |
| Universe (featuring BullySongs)                                                | 2016  | —         | —         | —         | —         | —         | —         | —         | —         | —         | Danceaholic                     |
| We Light Forever Up (avec Lush & Simon featuring Frederick)                    | 2017  | —         | —         | —         | —         | —         | —         | —         | —         | —         |                                 |
| 2 My House (avec Chris Nasty)                                                  | 2017  | —         | —         | —         | —         | —         | —         | —         | —         | —         |                                 |
| Everybody Needs A Kiss (avec Sofi Tukker)                                      | 2018  | —         | —         | —         | —         | —         | —         | —         | —         | —         |                                 |
| Inside (avec Chris Nasty)                                                      | 2019  | —         | —         | —         | —         | —         | —         | —         | —         | —         |                                 |
| Lonely Nights (featuring Lil Yachty)                                           | 2019  | —         | —         | —         | —         | —         | —         | —         | —         | —         |                                 |
| Everybody Hates Morning (avec B.B. Team featuring Canguro English)             | 2020  | —         | —         | —         | —         | —         | —         | —         | —         | —         |                                 |
| Just Miss Love (avec Burak Yeter featuring Saint Wilder)                       | 2020  | —         | —         | —         | —         | —         | —         | —         | —         | —         |                                 |
| I'll Be Your Friend (avec CeCe Rogers)                                         | 2020  | —         | —         | —         | —         | —         | —         | —         | —         | —         |                                 |
| Until the End of Summer (featuring Blush & Mutungi)                            | 2020  | —         | —         | —         | —         | —         | —         | —         | —         | —         |                                 |
| Lovelife (avec Jeremih)                                                        | 2020  | —         | —         | —         | —         | —         | —         | —         | —         | —         |                                 |
| Within Me (avec Dardust)                                                       | 2021  | —         | —         | —         | —         | —         | —         | —         | —         | —         |                                 |
| Sugar (featuring DomiNO)                                                       | 2021  | —         | —         | —         | —         | —         | —         | —         | —         | —         |                                 |
| DayDream (avec Bloom Twins)                                                    | 2021  | —         | —         | —         | —         | —         | —         | —         | —         | —         |                                 |
| Berlin Sanfrandisco (avec Felix da Housecat & Miggedy)                         | 2021  | —         | —         | —         | —         | —         | —         | —         | —         | —         |                                 |
| Pull It (avec Veido & Raiche)                                                  | 2021  | —         | —         | —         | —         | —         | —         | —         | —         | —         |                                 |
| Let Me Go (featuring Ne-Yo)                                                    | 2021  | —         | —         | —         | —         | —         | —         | —         | —         | —         |                                 |
| Body Mind Soul (avec DVBBS featuring Kyle Reynolds)                            | 2021  | —         | —         | —         | —         | —         | —         | —         | —         | —         |                                 |
| Lightwaves (avec Anabel Englund)                                               | 2022  | —         | —         | —         | —         | —         | —         | —         | —         | —         |                                 |
| Satisfaction 2022 (avec David Guetta featuring The Biz)                        | 2022  | —         | —         | —         | —         | —         | —         | —         | —         | —         |                                 |
| One More Night (featuring Bryn Christopher)                                    | 2022  | —         | —         | —         | —         | —         | —         | —         | —         | —         |                                 |
| Fade to Black (avec Astrality)                                                 | 2022  | —         | —         | —         | —         | —         | —         | —         | —         | —         |                                 |
| Make Some Noise (avec Chris Nasty & Constantin)                                | 2023  | —         | —         | —         | —         | —         | —         | —         | —         | —         |                                 |
| Tridimensionale (avec Biagio Antonacci)                                        | 2023  | —         | —         | —         | —         | —         | —         | —         | —         | —         |                                 |
| The Veldt Cinema (avec Deadmau5 & Gary Go)                                     | 2023  | —         | —         | —         | —         | —         | —         | —         | —         | —         |                                 |
| M.I.A. (avec Emma Muscat)                                                      | 2023  | —         | —         | —         | —         | —         | —         | —         | —         | —         |                                 |
| Further Away (avec Goodboys)                                                   | 2023  | —         | —         | —         | —         | —         | —         | —         | —         | —         |                                 |
| SAdesFakSHen (avec DBN Gogo & Thuto The Human)                                 | 2023  | —         | —         | —         | —         | —         | —         | —         | —         | —         |                                 |
| Feel the Vibe (avec Constantin)                                                | 2024  | —         | —         | —         | —         | —         | —         | —         | —         | —         |                                 |
| Set You Free (avec Pink Panda & Alle Farben featuring Dave Warren)             | 2024  | —         | —         | —         | —         | —         | —         | —         | —         | —         |                                 |
| "—" signifie que le single ne s'est pas classé ou n'est pas sorti dans le pays |       |           |           |           |           |           |           |           |           |           |                                 |

#### Artiste en featuring
| Titre                                                                               | Année | Positions | Album |
| Titre                                                                               | Année | ITA       | Album |
| ----------------------------------------------------------------------------------- | ----- | --------- | ----- |
| Golden Nights (Sophie and the Giants featuring Benny Benassi & Dardust & Astrality) | 2021  | 100       |       |
| Fashion (Drillionaire featuring Anna & Lazza & Tony Effe & Benny Benassi)           | 2023  | 17        | 10    |

### Remixes
1994
- Black Box - Bright on Time (Ride on Time 1994) (Benny Mix)

1995
- Two Faces - In the Middle of The Night (Benny Smash Mix)
- Black Box - A Positive Vibration (Benny Smash Mimx)
- Bit Machine - Any Kind of Vision (Benny Smash Mix)
- Orlando Johnson - Shine on Me (Benny Smash Mix)

1996
- Dada - Get Ready to the Beat (Benny's Version)

2002
- Benassi Bros. feat. Paul French - Don't Touch Too Much (Benny Smash Mix)
- In-Grid - Tu es foutu (Benny Benassi Sfaction Mix)

2003
- Alizée - I'm Not Twenty (J'ai pas vingt ans) (Benny Benassi Sfaction Club Remix)
- Violeta - Rumenian (Benny Benassi Remix)
- OutKast - GhettoMusick (Benny Benassi Benny Benassi Remix)
- KMC feat. Sandy - Get Better (Benny Benassi Sfaction Mix)
- Sonique - Alive (Benny Benassi Sfaction Club Mix)
- Electric Six - Dance Commander (Benny Benassi Sfaction Mix)
- In-Grid - In-Tango (Benny Benassi Sfaction Mix)
- Gambafreaks feat. Nicole - Natural Woman (Benny Benassi Sfaction Mix)
- Ann Lee - No No No (Benny Benassi Sfaction Mix)
- Goldfrapp - Strict Machine (Benny Benassi Sfaction Mix)
- Tomcraft - Loneliness (Benny Benassi Remix)

2004
- R. Rivera's Groove - Funk A Faction (Benny Benassi Remix)
- Royal Gigolos - California Dreamin' (Benny Benassi Mix)
- Fischerspooner - Never Win (Benny Benassi Remix)
- Mylène Farmer - Pardonne-moi (Benny Benassi Sfaction Club Remix)

2005
- Goldfrapp - Ooh La La (Benny Benassi Dub)
- The Bravery - Unconditional (Benny Benassi Remix)
- David Guetta feat. JD Davis - In Love with Myself (Benny Benassi Remix)
- FB feat. Edun - Who's Knockin'? (Benny Benassi Remix)
- Moby - Beautiful (Benny Benassi Remix)
- Equaleyes - 9-teen (Benny Benassi Sfaction Remix)
- Felix da Housecat - Ready 2 Wear (Benny Benassi Remix)
- DJ BoBo - Chihuahua (Benny Benassi Remix)
- Julien Delfaud & Alex Gopher & Étienne de Crécy feat. Camille - Someone Like You (Fast Track) (Benny Benassi Remix)
- C.C. Catch - Backseat of Your Cadillac (Benny Benassi Remix)
- Rava - Hot Tin Groove (Benny Benassi Mix)
- Étienne de Crécy - Someone Like You (Benni Benassi Remix)

2006
- Faithless feat. Harry Collier - Bombs (Benny Benassi Remix)
- DJ BoBo & Sandra - Around My Heat (Benny Benassi Remix)
- The Infadels - Jagger '67 (Benny Benassi Remix)
- Paul Oakenfold feat. Pharrell Williams - Sex 'N' Money (Pump-Kin Club Mix)
- The Underdog Project - Girls of Summer (Benny Benassi Remix)

2007
- Black Box - Everybody, Everybody (Benny Benassi Remix)
- Jean-Michel Jarre - Téo & Téa (Benny Benassi Remix)
- Public Enemy - Bring the Noise (Benny Benassi Pump-kin Remix / Sfaction Remix)
- Sean Callery - 24 Theme (Benny Benassi Lifesucks Remix)

2008
- Jordin Sparks & Chris Brown - No Air (Benny Benassi Pump-kin Remix)
- Britney Spears - Womanizer (Benny Benassi Remix)
- Lisa Miskovsky - Still Alive (Benny Benassi Mix)
- Sérgio Mendes feat. Ledisi - Waters of March (Benny Benassi Remix)
- Mark Altschuler - Happiness Factory - Uplifting Moments (Benny Benassi Remix)

2009
- Hyper Crush - Sex & Drugs (Benny Benassi Remix)
- Flo Rida feat. Ke$ha - Right Round (Benny Benassi Remix)
- Planet Funk - Lemonade (Benny Benassi Remix)
- Tiësto & Sneaky Sound System - I Will Be Here (Benny Benassi Remix)
- Mariah Carey - H.A.T.E.U. (Benny Benassi Remix Edit)
- Flo Rida feat. Akon - Available (Benny Benassi Remix)
- Estelle feat. Kanye West - American Boy (Benny Benassi Mix)
- Stefano Gamma - Love Is the Boss (Benny Benassi Vocal Dub)
- Shakira feat. Kid Cudi - Did It Again (Benny Benassi Remix)
- Honorebel feat. Pitbull & Jump Smokers - Now You See It (Benny Benassi Remix)
- Madonna - Celebration (Benny Benassi Remix)
- Mika - Rain (Benny Benassi Remix)
- Christophe Willem - Heartbox (Benny Benassi Club Remix)

2010
- Skunk Anansie - My Ugly Boy (Benni Benassi Remix)
- Alesha Dixon - Drummer Boy (Benny Benassi Remix)
- Kid Cudi feat. MGMT & Ratatat - Pursuit of Happiness (Benny Benassi Remix)
- Danny Fernandes - Take Me Away (Benny Benassi Remix)
- Kelis - Acapella (Benny Benassi Remix)
- Fedde Le Grand feat. Mitch Crown - Rockin' High (Benny Benassi Remix)
- Monarchy - Love Get Out Of My Way (Benny Benassi Remix)
- Example - Last Ones Standing (Benny Benassi Remix)
- Will.i.am & Nicki Minaj - Check It Out (Benny Benassi Remix)
- Clinton Sparks feat. DJ Class & Jermaine Dupri - My Favorite DJ (Benny Benassi Remix)
- Alex Gardner - I'm Not Mad (Benny Benassi Remix)

2011
- Take That - Happy Now (Benny Benassi Remix)
- The Japanese Popstars feat. Lisa Hannigan - Song For Lisa (Benny Benassi Remix)
- Enrique Iglesias feat. Pitbull & The WAV.s - I Like How It Feels (Benny Benassi Remix)
- Avril Lavigne - What the Hell (Benny Benassi Remix)
- Katy Perry - E.T. (Benny Benassi Remix)
- LMFAO feat. Lauren Bennett & GoonRock - Party Rock Anthem (Benny Benassi Remix)
- Labrinth feat. Tinie Tempah - Earthquake (Benny Benassi Remix)
- Laidback Luke vs. Example - Natural Disaster (Benny Benassi Remix)
- Calvin Harris - Feel So Close (Benny Benassi Remix)
- Florence and the Machine - Shake It Out (Benny Benassi Remix)
- Pitbull feat. Marc Anthony - Rain Over Me (Benny Benassi Remix)

2012
- The Rolling Stones - Doom and Gloom (Benny Benassi Remix)
- Wale - Pretty Girls (Benny Benassi Remix)
- Adam Lambert - Trespassing (Benny Benassi Remix)
- Marina and the Diamonds - Primadonna (Benny Benassi Remix)
- Chris Brown - Don't Wake Me Up (Benny Benassi Remix)
- John De Sohn feat. Andreas Moe - Long Time (Benny Benassi Remix)
- Loreen - My Heart Is Refusing Me (Benny Benassi Remix)
- The Temper Trap - Trembling Hands (Benny Benassi Remix)
- Bob Marley & The Wailers - Jamming (Benny Benassi Remix)
- Mika - Stardust (Benny Benassi Remix)

2013
- John Legend - Made to Love (Benny Benassi Remix)
- Dido - No Freedom (Benny benassi Remix)
- Alex Gaudino feat. Jordin Sparks - Is This Love (Benny Benassi Remix)
- Smokey Jones - Lightning (Benny Benassi Remix)
- Inna - 2nite (Benny Benassi Remix)

2014
- Chromeo - Jealous (I Ain't With It) (Benny Benassi Remix)
- Daddy's Groove feat. Teammate - Pulse (Benny Benassi Remix)
- Daft Punk - The Grid (Benny Benassi Remix)
- Sheppard - Geronimo (Benny Benassi Remix)

2015
- Leona Lewis - Fire Under My Feet (Benny Benassi Remix)
- Giorgio Moroder feat. Sia - Déjà Vu (Benny Benassi Club Remix)
- Lincoln Jesser - In My Place (Benny Benassi Remix)
- Robbie Rivera & StoneBridge feat. Denise Rivera - A World Without You (Benny Benassi Remix)
- Negramaro - Sei Tu La Mia Città (Benny Benassi Remix)
- Moseek - Elliott (Benny Benassi Remix)

2016
- 19eighty7 - Get It On (Benny Benassi & MazZz Remix)
- Tiga - Make Me Fall In Love (Benny Benassi Remix)

2017
- Francesco Gabbani - Occidentali's Karma (Benny Benassi & MazZz Remix)
- Bruno Martini - Living On The Outside (Benny Benassi & MazZz Remix)
- Christian Hudson - Four Leaf Clover (Benny Benassi Remix)
- Sofi Tukker - Fuck They (Benny Benassi & MazZz Remix)
- Sheppard - Edge of The Night (Benny Benassi Remix)
- Crystal Fighters - Yellow Sun (Benny Benassi Remix)
- The Script - Arms Open (Benny Benassi & MazZz & Rivaz Remix)
- Jack Savoretti - Whiskey Tango (Benny Benassi & MazZz Remix)

2018
- Fischerspooner - TopBrazil (Benny Benassi & Constantin & MazZz Remix)
- Yxng Bane - Vroom (Benny Benassi Remix)
- James Maslow feat. Dominique - All Day (Benny Benassi & Canova & Riccardo Marchi Remix)
- Janet Jackson & Daddy Yankee - Made for Now (Benny Benassi & Canova Remix)

2019
- Adriano Celentano - Prisencolinensinainciusol (Benny Benassi Remix)
- The Prince Karma - Later Bitches (Benny Benassi & MazZz & Constantin Remix)
- Deorro - Wild Like the Wind (Benny Benassi & DJ Licious Remix)
- Mahmood - Soldi (Benny Benassi Remix)
- Patrick Martin - Stranger Nights (Benny Benassi Remix)
- Sigala & Becky Hill - Wish You Well (Benny Benassi Remix)
- Tiësto & Jonas Blue & Rita Ora - Ritual (Benny Benassi & B.B. Team Remix)
- Madonna feat. Swae Lee - Crave (Benny Benassi & B.B. Team Remix)
- Sean Paul - When It Comes To You (Benny Benassi & B.B. Team Remix)
- Georgia Ku - What Do I Do? (Benny Benassi Remix)
- Moguai - ACIIID (Kryder & Benny Benassi Remix)
- Federico Scavo - One Heart (Benny Benassi & B.B. Team Remix)
- NOËP feat. Chinchilla - Fk This Up (Benny Benassi & B.B. Team Remix)

2020
- Low Steppa feat. Reigns - Wanna Show You (Benny Benassi & B.B. Team Remix)
- Cecilia Krull - Agnus Dei (Benny Benassi & B.B. Team Remix)
- Dayvi & Victor Cardenas feat. Kelly Ruiz - Baila Conmigo (Benny Benassi & B.B. Team Remix)
- Sofi Tukker feat. Charlie Barker - Good Time Girl (Benny Benassi & B.B. Team Remix)
- LP Giobbi feat. Little Boots - Meet Again (Benny Benassi & B.B. Team Remix)
- Senhit - Breathe (Benny Benassi & B.B. Team Remix)

2021
- Scarlet Pleasure - What A Life (Benny Benassi & B.B. Team Balkanic Remix)
- Manyus feat. Consiglia Morone - Born (Benny Benassi & B.B. Team Remix)
- Becky Hill & David Guetta - Remember (Benny Benassi Remix)
- 5WEST - Anything Can Happen (Benny Benassi Remix)
- David Solomon feat. Ryan Tedder - Learn To Love Me (Benny Benassi Remix)
- Farruko - Pepas (Benny Benassi Remix)
- Jovanotti - Il Boom (Benny Benassi & MazZz Vision)

2022
- Paul Oakenfold feat. Azealia Banks & Velvet Cash - Hypnotic (Benny Benassi & B.B. Team Remix)
- Telykast & Sam Grey - Unbreakable (Benny Benassi Remix)
- Twice - The Feels (Benny Benassi Remix)
- Baker Grace - Lullaby (Benny Benassi Remix)
- Christina Aguilera - Beautiful (Benny Benassi Remix)

2023
- My Mine - Hypnotic Tango (Benny Benassi & Albertino Remix)
- Leo Birenberg & Zach Robinson - "Obliterated" - Party Bus (Benny Benassi Remix)

2024
- Karin Ann - She (Benny Benassi Remix)
- Kevin Rudolf & BVRNOUT - Let It Rock (Benny Benassi Rework)
- Lovelytheband - Nice to Know You (Benny Benassi Remix)

## Sous d'autres noms

### Benassi Bros. (avecAlle Benassi)
- 2004 : Pumphonia
- 2005 : ...Phobia

### D.J. Benny B
- 1992 : The Logical Song (featuring David S.R.B.)
- 1993 : Eye in the Sky (featuring David S.R.B.)

### KMC (avec Davide Riva & Larry Pignagnoli)
Singles
- 1995 : Somebody to Touch Me (feat. Dhany)
- 1996 : Street Life (feat. Dhany)
- 2001 : I Feel So Fine (feat. Dhany)
- 2001 : Get Better (feat. Sandy)

Remixes
- 2002 : J.K. - Hit My Heart (KMC Vision Mix)

### Benny Bee
- 1997 : Electric Flying / Hey Joe
- 1998 : Stone Fox Chase / Funky Harmonica
- 1998 : Life Is Life
- 1999 : Waiting for You (feat. Jenny B)
- 2000 : Free World (feat. Dhany)

### Two Faces (avec G.L. Casini)
Singles
- 1996 : In the Middle of the Night

Remixes
- 1999 : Instantbeat feat. DJ Nuke - Funky Music (Two Faces Masses Mix)

### M&M (avec Marco Soncini)
- 1997 : Ally & Jo - Nasty Girl (M&M Edit)

### Blue Storm (avec Igor Favretto et Nullo Cugini)
- 2000 : You'll Take Someone

### AL.BEN (avec Alle Benassi)
Singles
- 2002 : Run to Me (feat. Dhany)

Remixes
- 2009 : Sandy Chambers - This Is Me (Alben Remix)

### Bat67 (avec Alle Benassi)
Singles
- 2004 : I Want You to Come

Remixes
- 2005 : Rava - Hot Tin Groove (Bat67 Remix)
- 2005 : Digitally Stoned People - Warman Whoreman (Bat 67 Remix)

### FB (avecFerry Corsten)
- 2005 : Who's Knockin'? (featuring Edun)

### Maybb
Singles
- 2009 : Touring in NY

Remixes
- 2009 : Crystal Fighters - Xtatic Truth (Maybb Remix)

### Two Men (avec Davide Riva)
Singles
- 2016 : Back to Clash
- 2019 : The World Is Going Down
- 2019 : Passion

Remixes
- 2019 : Taste of Honey - Your Mind (Two Men Re-Edit)

## Producteur / Instrumentaliste / parolier
- 1996 : J.K. - Sweet Lady Night
- 2000 : Dhany - Shut Up
- 2005 : Sandy Chambers - Give It Time
- 2006 : Dhany - Miles of Love
- 2007 : Dhany - Let It Go
- 2012 : Madonna - Girl Gone Wild
- 2012 : Chris Brown - Don't Wake Me Up
- 2012 : Mika - Stardust
- 2012 : Anjulie - You and I
- 2012 : Jovanotti - Ti Porto Via Con Me
- 2013 : Jessica Sanchez - No One Compares